# Mistrovství světa v alpském lyžování 2023 – superkombinace žen
Superkombinace žen na Mistrovství světa v alpském lyžování 2023 se konala v pondělí 6. února 2023 jako první ženský závod světového šampionátu v Courchevelu a Méribelu. Superobří slalom na méribelské sjezdovce Roc de Fer odstartoval v 11.00 hodin místního času. Odpolední slalom na něj navázal od 14.30 hodin. Do závodu nastoupilo 33 lyžařek ze 16 států.
Obhájkyní zlata byla 27letá Američanka Mikaela Shiffrinová, která vyhrála superkombinační závod v Cortině d'Ampezzo 2021. Šestá po úvodním Super-G, se ztrátou 96 setin sekundy na vedení, nedokončila odpolední slalom po výpadku na konci trati. V něm ztrátu postupně stahovala a na závěrečném mezičase zaostávala již jen osm setin za Brignoneovou (ve slalomu startovaly nejrychlejší lyžařky ze Super-G od prvního místa). Po neprojetí třetí branky před cílem však byla diskvalifikována. Dvojnásobná olympijská šampionka z let 2018 a 2022 Michelle Gisinová dojela v nevýrazné sezóně na šestém místě. Několik závodnic včetně Gutové-Behramiové a Goggiové si vyzkoušelo závodní trať v superobřím slalomu a následně již nenastoupilo do druhé, slalomové části.  

## Medailistky
Mistryní světa se stala 32letá Italka Federica Brignoneová, bronzová z této disciplíny na pekingské olympiádě. V kombinačním závodu startovala  počtvrté za sebou. Získala tak první titul světové šampionky, jímž navázala na druhé místo v obřím slalomu z Garmisch-Partenkirchenu 2011 a stala se první italskou mistryní světa v kombinačním závodu. Po vítězném Super-G udržela náskok druhým nejrychlejším slalomem. Úvodní část závodu ovládla i v roce 2021, kde však následně nedokončila slalom.
Se ztrátou 1,62 sekundy vybojovala stříbro 29letá Švýcarka Wendy Holdenerová, stříbrná ze zimní olympiády 2022 a dvojnásobná šampionka z let 2017 a 2019. Po patnácté příčce v úvodní části dosáhla nejrychlejšího času ve slalomu a posunula se na druhou pozici. V individuálních závodech světových šampionátů si připsala čtvrtou medaili.
Bronz si odvezla 29letá Rakušanka Ricarda Haaserová, jež zaostala o 2,26 sekundy za vítěznou Brignoneovou. Získala tak první medaili z vrcholné světové akce, jíž vylepšila kariérní maximum devátého místa ze superkombinace ve Svatém Mořici 2017. Ani ve Světovém poháru nedojela v předchozí kariéře na pódiovém umístění. O den později skončil její bratr Raphael Haaser také na bronzové příčce superkombinačního závodu. 

## Výsledky
| P                                                                   | SČ  | lyžařka                    | stát                | Super-G                  | pořadí                   | slalom                        | pořadí                        | celkově                       | ztráta                        |
| ------------------------------------------------------------------- | --- | -------------------------- | ------------------- | ------------------------ | ------------------------ | ----------------------------- | ----------------------------- | ----------------------------- | ----------------------------- |
| Zlatá medaile                                                       | 15  | Federica Brignoneová       | Itálie              | 1:10,28                  | 1.                       | 47,19                         | 2.                            | 1:57,47                       | —                             |
| Stříbrná medaile                                                    | 7   | Wendy Holdenerová          | Švýcarsko           | 1:11,94                  | 15.                      | 47,15                         | 1.                            | 1:59,09                       | +1,62                         |
| Bronzová medaile                                                    | 30  | Ricarda Haaserová          | Rakousko            | 1:11,37                  | 8.                       | 48,36                         | 3.                            | 1:59,73                       | +2,26                         |
| 4.                                                                  | 13  | Ramona Siebenhoferová      | Rakousko            | 1:11,18                  | 5.                       | 48,77                         | 5.                            | 1:59,95                       | +2,48                         |
| 5.                                                                  | 4   | Franziska Gritschová       | Rakousko            | 1:11,35                  | 7.                       | 48,83                         | 6.                            | 2:00,18                       | +2,71                         |
| 6.                                                                  | 11  | Michelle Gisinová          | Švýcarsko           | 1:11,86                  | 14.                      | 49,04                         | 7.                            | 2:00,90                       | +3,43                         |
| 7.                                                                  | 9   | Laura Gauchéová            | Francie             | 1:11,67                  | 11.                      | 49,51                         | 8.                            | 2:01,18                       | +3,71                         |
| 8.                                                                  | 1   | Emma Aicherová             | Německo             | 1:12,85                  | 23.                      | 48,40                         | 4.                            | 2:01,25                       | +3,78                         |
| 9.                                                                  | 19  | Elena Curtoniová           | Itálie              | 1:11,06                  | 4.                       | 50,46                         | 11.                           | 2:01,52                       | +4,05                         |
| 10.                                                                 | 23  | Marie-Michèle Gagnonová    | Kanada              | 1:12,14                  | 18                       | 50,24                         | 9.                            | 2:02,38                       | +4,91                         |
| 11.                                                                 | 25  | Maryna Gąsienica-Danielová | Polsko              | 1:12,03                  | 17.                      | 50,56                         | 12.                           | 2:02,59                       | +5,12                         |
| 12.                                                                 | 26  | Priska Nuferová            | Švýcarsko           | 1:12,74                  | 21.                      | 50,32                         | 10.                           | 2:03,06                       | +5,59                         |
| 13.                                                                 | 24  | Isabella Wrightová         | USA                 | 1:12,84                  | 22.                      | 50,84                         | 13.                           | 2:03,68                       | +6,21                         |
| 14.                                                                 | 2   | Valérie Grenierová         | Kanada              | 1:11,55                  | 9.                       | 52,55                         | 16.                           | 2:04,10                       | +6,63                         |
| 15.                                                                 | 29  | Elvedina Muzaferijová      | Bosna a Hercegovina | 1:13,14                  | 24.                      | 51,92                         | 15.                           | 2:05,06                       | +7,59                         |
| 16.                                                                 | 12  | Greta Smallová             | Austrálie           | 1:13,89                  | 26.                      | 53,43                         | 17.                           | 2:07,32                       | +9,85                         |
| 17.                                                                 | 22  | Noa Szőllősová             | Izrael              | 1:15,81                  | 28.                      | 51,64                         | 14.                           | 2:07,45                       | +9,98                         |
| 18.                                                                 | 10  | Cande Morenová             | Andorra             | 1:13,26                  | 25.                      | 54,24                         | 18.                           | 2:07,50                       | +10,03                        |
| —                                                                   | 5   | Romane Miradoliová         | Francie             | 1:11,95                  | 16.                      | nedojela do cíle slalomu      | nedojela do cíle slalomu      | nedojela do cíle slalomu      | nedojela do cíle slalomu      |
| —                                                                   | 14. | Mikaela Shiffrinová        | USA                 | 1:11,24                  | 6.                       | diskvalifikována              | diskvalifikována              | diskvalifikována              | diskvalifikována              |
| —                                                                   | 16. | Ragnhild Mowinckelová      | Norsko              | 1:10,99                  | 2.                       | nenastoupila na start Super-G | nenastoupila na start Super-G | nenastoupila na start Super-G | nenastoupila na start Super-G |
| —                                                                   | 31. | Lara Gutová-Behramiová     | Švýcarsko           | 1:10,99                  | 2.                       | nenastoupila na start Super-G | nenastoupila na start Super-G | nenastoupila na start Super-G | nenastoupila na start Super-G |
| —                                                                   | 18  | Ilka Štuhecová             | Slovinsko           | 1:11,56                  | 10.                      | nenastoupila na start Super-G | nenastoupila na start Super-G | nenastoupila na start Super-G | nenastoupila na start Super-G |
| —                                                                   | 32  | Tessa Worleyová            | Francie             | 1:11,67                  | 11.                      | nenastoupila na start Super-G | nenastoupila na start Super-G | nenastoupila na start Super-G | nenastoupila na start Super-G |
| —                                                                   | 21  | Alice Robinsonová          | Nový Zéland         | 1:11,73                  | 13.                      | nenastoupila na start Super-G | nenastoupila na start Super-G | nenastoupila na start Super-G | nenastoupila na start Super-G |
| —                                                                   | 28  | Cornelia Hütterová         | Rakousko            | 1:12,16                  | 19.                      | nenastoupila na start Super-G | nenastoupila na start Super-G | nenastoupila na start Super-G | nenastoupila na start Super-G |
| —                                                                   | 3   | Sofia Goggiová             | Itálie              | 1:12,20                  | 20.                      | nenastoupila na start Super-G | nenastoupila na start Super-G | nenastoupila na start Super-G | nenastoupila na start Super-G |
| —                                                                   | 33  | Ania Monica Caillová       | Rumunsko            | 1:14,44                  | 27.                      | nenastoupila na start Super-G | nenastoupila na start Super-G | nenastoupila na start Super-G | nenastoupila na start Super-G |
| —                                                                   | 6   | Marta Bassinová            | Itálie              | nedojela do cíle Super-G | nedojela do cíle Super-G | nedojela do cíle Super-G      | nedojela do cíle Super-G      | nedojela do cíle Super-G      | nedojela do cíle Super-G      |
| —                                                                   | 8   | Tricia Manganová           | USA                 | nedojela do cíle Super-G | nedojela do cíle Super-G | nedojela do cíle Super-G      | nedojela do cíle Super-G      | nedojela do cíle Super-G      | nedojela do cíle Super-G      |
| —                                                                   | 17  | Karen Smadja-Clémentová    | Francie             | nedojela do cíle Super-G | nedojela do cíle Super-G | nedojela do cíle Super-G      | nedojela do cíle Super-G      | nedojela do cíle Super-G      | nedojela do cíle Super-G      |
| —                                                                   | 20  | Kajsa Vickhoff Lieová      | Norsko              | nedojela do cíle Super-G | nedojela do cíle Super-G | nedojela do cíle Super-G      | nedojela do cíle Super-G      | nedojela do cíle Super-G      | nedojela do cíle Super-G      |
| —                                                                   | 27  | Breezy Johnsonová          | USA                 | nedojela do cíle Super-G | nedojela do cíle Super-G | nedojela do cíle Super-G      | nedojela do cíle Super-G      | nedojela do cíle Super-G      | nedojela do cíle Super-G      |
| Super-G odstartovalo v 11.00 hodin a slalom ve 14.30 hodin (UTC+1). |     |                            |                     |                          |                          |                               |                               |                               |                               |